# طرح شبکه‌ای موبی‌تکس
طرح شبکه‌ای موبی‌تکس یک طرح استاندارد OSI است و می‌تواند داده‌های بسته‌ای بی سیم را ارائه کند. در آن بر اعتبار و ایمنی داده‌ها تاکید شده است و در بخش نظامی و پلیس و آتش‌نشانی و خدمات آمبولانس از این سیستم در حد وسیع استفاده می‌شود.
این سیستم در سال‌های اول دهه ۱۹۸۰ در شرکت دولتی سوئدی تله‌ورکت ابداع شد. از سال ۱۹۸۸ توسعه در Eritel انجام گرفت. کم کم همکاری بین اریکسون و تله‌ورکت افزایش یافت. از سال ۱۹۸۶ در سوئد عملیاتی شد. در اواسط ۱۹۹۰ این سیستم توانست شبکه‌های دو مسیری تولید کند که این شبکه بی سیم در ارائه خدمات رادیویی مفید است. 
از آن در اولین مدل‌های بلک‌بری blackberry استفاده شد و در PDA مانند palm نقش مهم داشته است. در طی حوادث یازده سپتامبر و توفندهای سال ۲۰۰۵ با موفقیت از این سیستم استفاده شد. این سیستم برای اولین پاسخ دهندگان مفید بوده است.
این سیستم کلیدی است و پهنای باند باریک دارد. کانال‌های آن نیز 125 kHz هستند. در آمریکای شمالی این سیستم در 900 MHZ راه اندازی شد. در اروپا 450-400 گزارش شد. این طرح‌ها در GMSK با bit 8000 کاربرد داشته اند. این شبکه اولین سرویس ارتباط داده‌ای می‌باشد. سرویس مشترکین شامل ارائه پیام الکترونیکی با قابلیت cc می‌باشد. از فرایندبی سیم و ترمینال ثابت در این پیام‌ها استفاده شده است. این سیستم دارای ۳۰ شبکه در پنج قاره است. در کانادا در سال ۱۹۹۰ جورج کانتال این سیستم داده‌ای را رشد داده از ۲۰۰۵ استفاده آن در آمریکا و کانادا نیز افزایش یافت. این شبکه‌ها می‌توانند تحت اثر موفقیت GSM در اوایل ۱۹۹۰ باشند. این شبکه‌ها در هلند، بلژیک و لوکزامبورگ کاربرد داشته‌اند.
شبکه‌های سیستم در آمریکای شمالی تحت چندین نام معرفی شده‌اند. مانند RAM، Mobile، Bellsouth، cingnlar، velocita و rogers